# Pop Is Dead
Singles de Radiohead
Anyone Can Play Guitar
(1993) Stop Whispering
(1993)
Pop Is Dead est le troisième single de Radiohead. Il s'agit de leur premier à ne pas provenir d'un album, et du dernier jusqu'au single Harry Patch (In Memory Of) sorti en 2009 en téléchargement uniquement.
Sorti seulement plusieurs mois après leur premier single Creep et leur premier album Pablo Honey (sur lequel Pop Is Dead n'est pas inclus), la chanson se popularisa avant que Creep ne commence sa lente et surprenante ascension dans les charts pop mondiaux. Pop Is Dead atteint le 42e rang au UK Singles Chart en mai 1993.
La chanson était accompagnée par une vidéo du groupe filmée sur le site néolithique du tombeau funéraire Wayland's Smithy dans le Oxfordshire

## Liste des morceaux
1. Pop Is Dead
2. Banana Co. (Acoustique)
3. Creep (Live)
4. Ripcord (Live)